# نيكولا دي بينتو
نيكولا دي بينتو (بالإيطالية: Nicola Di Pinto)‏ هو ممثل إيطالي، ولد في 23 مايو 1947 في إيطاليا.

## أعمال

### أفلام
- (1988) سينما باراديزو الجديدة
- (1990) الجميع بخير
- (1992) وفاة عالم رياضيات نابولي
- (1998) الأسطورة 1900[2][3]

## وصلات خارجية
- نيكولا دي بينتو على موقع IMDb (الإنجليزية)
- نيكولا دي بينتو على موقع ألو سيني (الفرنسية)
- نيكولا دي بينتو على موقع أول موفي (الإنجليزية)
- نيكولا دي بينتو على موقع قاعدة بيانات الأفلام السويدية (السويدية)
- نيكولا دي بينتو على موقع قاعدة بيانات الفيلم (الإنجليزية)
- نيكولا دي بينتو على موقع كينوبويسك (الروسية)